# Astyochia dentilinea
Astyochia dentilinea là một loài bướm đêm trong họ Geometridae.